# Sases

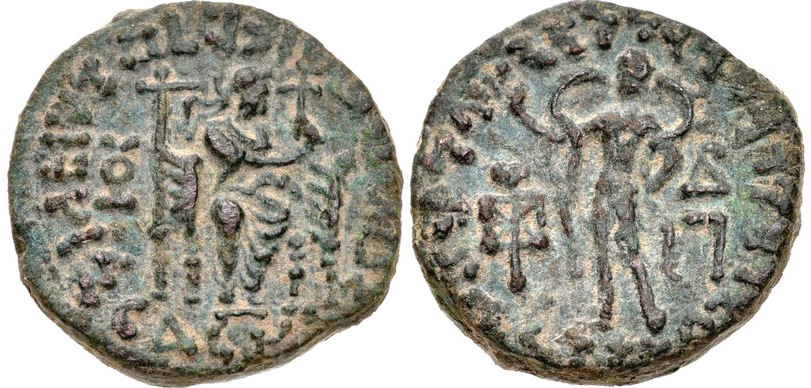
Sases auf dem Thron mit erhobener Hand, links ein Siegelstempel. Rückseite: Segen spendende Gottheit mit Schleier

Sases war ein indo-parthischer König, der um 85 n. Chr. im heutigen Afghanistan und Pakistan regierte.
Die Geschichte des Indo-Parthischen Königreich lässt sich fast nur anhand von Münzen rekonstruieren, wodurch die Abfolge der König sehr spekulativ bleibt. Historische Ereignisse können nur vermutet werden. König Sases ist nur von wenigen Münzen bekannt, die in Seistan, Taxila und Kandahar geprägt wurden. Seine Münzen ähneln denen von Gondophares, so dass vermutet wurde, dass Sases diesem zumindest in Seistan folgte. In Taxila war er dagegen wohl der Nachfolger von König Abdagases I. Sases bezeichnet sich auf den Münzen als Gondophares. Der Name des letzteren Herrschers ist also zu einem Herrschertitel geworden. Sases ist wohl von einem Kuschanherrscher (Vima Takto oder Kujula Kadphises) geschlagen worden.